# Medetera diadema
Medetera diadema is een vliegensoort uit de familie van de slankpootvliegen (Dolichopodidae). De wetenschappelijke naam is gepubliceerd in 1767 door Linnaeus.